# Klinkersilo der Lafarge-Werke Medgidia
Das Klinkersilo der Lafarge-Werke Medgidia ist ein kuppelförmiges Zementklinkersilo in der Stadt Medgidia im Kreis Constanța in Rumänien. Es befindet sich auf dem Areal der Lafarge-Werke und kann bis zu 250.000 Kubikmeter Zementklinker fassen. Damit ist es das größte derartige Bauwerk der Welt. Das Silo wurde 2009 fertiggestellt.